# 安藤家住宅

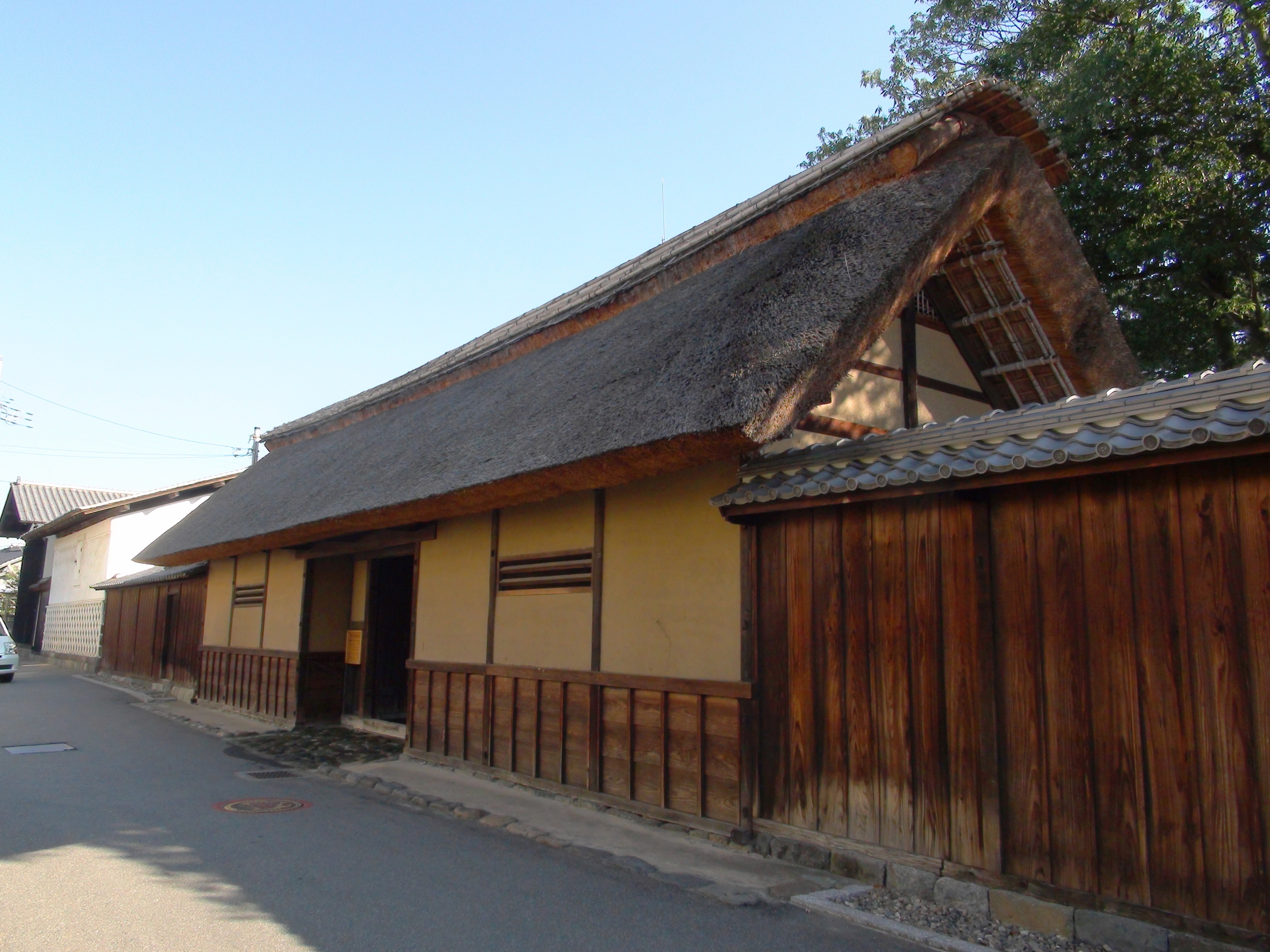
安藤家住宅表門

安藤家住宅（あんどうけじゅうたく）は、 山梨県南アルプス市西南湖（にしなんご）にある、国の重要文化財に指定された古民家である。

## 概要
安藤家のある南湖（なんご）地区は甲府盆地西南部に位置し、甲斐国西部から駿河国に至る駿州往還沿いの村落で宿場である荊沢宿が存在している。
安藤家は代々、西南湖村の名主を務めた村役人階層の家柄であり、遠祖は武田家臣・「小尾由行」であるという。宝永年間の築から約300年後の現在まで一度も火災に遭うことなく良好な状態で保存されており、主屋に残っていた棟札から建築年代が正確に判明しているなど、甲斐国の名主の家屋を伝える貴重なものとして、1976年（昭和51年）5月20日に国の重要文化財に指定された。
1982年（昭和57年）から1986年（昭和61年）にかけて、大規模な解体復元修理が行われ、現在は山梨県が所有し南アルプス市によって管理公開されている。
主屋、表門、南蔵、北蔵、文庫蔵の各棟、及び庭園を含む敷地が文化財として保護されている。

## 建造形式・建築年代
- 主屋 宝永5年（1708年）
  - 入母屋造、茅葺
    - 桁行：22.7メートル
    - 梁間：9.1メートル
- 表門 天明2年（1782年）
  - 切妻造、茅葺
    - 桁行：14.7メートル
    - 梁間：3.6メートル
- 南蔵 元治元年（1864年）
  - 土蔵造、切妻造、桟瓦葺
    - 桁行：9.1メートル
    - 梁間：7.1メートル
- 北蔵 安永2年（1773年）
  - 土蔵造、切妻造、桟瓦葺
    - 桁行：10.9メートル
    - 梁間：5.5メートル
- 文庫蔵 弘化2年（1845年）
  - 土蔵造、切妻造、桟瓦葺
    - 桁行：5.6メートル
    - 梁間：3.6メートル

## 利用情報
- 所在地：山梨県南アルプス市西南湖4302
- 利用時間：9:00〜16:30 （入館は16時まで）
- 閉日：毎週火曜日（火曜日が祝日の場合翌日が休館）、その他の祝日の翌日、12月27日～1月7日
- 入場料等詳細は外部リンク参照

## 参考資料
- 現地説明板
- 安藤家住宅（現地配布パンフレット）